# 皮奧里嶺
72°40′S 168°55′E / 72.667°S 168.917°E
皮奧里嶺（英語：Piore Ridge）是南極洲的山嶺，位於維多利亞地的博克格雷溫克海岸，處於埃爾德冰川和鮑爾斯冰川之間，長20公里，屬於勝利山脈的一部分，由新西蘭探險隊繪入地圖，現時由南極條約體系管理。